# Lime Crime
Lime Crime (укр. Лайм Крайм) — американський бренд декоративної косметики, заснований інфлюенсеркою Дое Дір у 2008 році. Бренд відомий завдяки своїм ексцентричним та барвистим гамам, а також скандалам, пов'язаним із засновницею. 

## Історія
У 2004 році з'явилась ідея створення нестандартних косметичних засобів для яскравих образів. Тоді ж Дір поширювала популярність та продаж косметики через свій акаунт на eBay. Співзасновником бренду був її партнер Марк Дамблтон. На момент запуску Дір було 23 роки. 
Компанія була заснована у 2008 році Дое Дір (справжнє ім'я Ксенія Воротова). Особливістю бренду стала веганська направленність, а також яскравість палітри бренду. Лозунг компанії — "розкрий свого внутрішнього єдинорога".
У червні 2018 року було оголошено, що Lime Crime перейшла до нового власника. Tengram Capital Partners придбала бренд, а Стейсі Панагакіс стала новим генеральним директором.
Станом на 2018 рік бренд пропонував 24 відтінки фарб для волосся та 102 косметичних засоби. Станом на травень 2019 року Lime Crime пропонував косметичні продукти, поділені на такі категорії: губи; очі; обличчя; волосся; аксесуари.

## Скандали

### Перший скандал
Вже у 2008 році, разом із заснуванням компанії, Дое Дір  погрожувала судовим позовом 13-річній дівчинці через авторські фото.

### Судові позиви проти блогерів
Скандал спалахнув через кілька місяців після відкриття, на початку 2009 року. Lime Crime погрожувала судовими позовами різним впливовим блогерам, які критикували її бренд та його продукцію. Першим блогеркою, яка стверджувала, що Lime Crime перепакувала пігменти для оптової торгівлі з націнкою, була Анастасія з нині неіснуючого блогу Lipsticks and Lightsabers. Критика здебільшого стосувалася як раз таки питання перепакування продуктів для більшої націнки. Через цю проблему з перепакуванням багато блогерів оприлюднили невідповідності у формулах продуктів, зокрема в кольорах і формулах губних помад, які мали однакову назву відтінку.
Б'юті-блогер під ім'ям Le Gothique стверджувала, що у 2009 році вона була юридично попереджена Lime Crime. Бренд наполягав на тому, щоб вона видалила свій негативний відгук про продукти Lime Crime та опублікувала свої вибачення. Подібний інцидент стався і у 2014 році, коли Lime Crime подав до суду на блогерку Мішель Ясцінскі за наклеп на персонажа та порушення авторських прав. На додаток до цього, є багато непідтверджених заяв від інфлюенсерів і блогерів, які заявили, що Lime Crime надіслав їм листи про припинення співпраці та відмову. 
Lime Crime також був відомий тим, що до кінця 2014 року видаляв критичні й негативні коментарі зі своїх сторінок у соціальних мережах, намагаючись зберегти імідж бренду. 

### China doll
На початку 2012 року компанія Lime Crime випустила палітру China doll, що викликало негативну реакцію серед косметичної спільноти через культурне присвоєння китайської культури. Одна з моделей була одягнута як азійських стереотипів. Частина опису палітри звучала так: «Не дозволяйте її молочній шкірі, надутому роту та розчервонілим щокам вас обдурити. Під витонченою оболонкою ховається серце тигриці». 

### Бойкот на IMATS NYC
Lime Crime багато років брав участь у IMATS LA, відомому конгресі краси та косметики. Але у 2014 році бренд не зміг представити себе. Це сталось через петицію про бойкот бренду на IMATS NYC (Міжнародна виставка візажистів у Нью-Йорку). Ця петиція зібрала приблизно 12 600 підписів із запланованих 20 000. 

### Скандал з FDA
29 липня 2015 року Управління з контролю за продуктами й ліками США (FDA) перевірило рідкі матові губні помади Velvetines і видало офіційний лист-попередження стосовно відтінку «червоний оксамит». У цьому листі зазначено, що бренд Lime Crime використовував фероціанід заліза та ультрамаринів, що порушує Федеральний закон про харчові продукти, ліки та косметику. На офіційних сторінках Lime Crime у соцмережах повідомлялося, що це порушення сталося через друкарську помилку на пакуванні продуктів. Меган Максевіні, представник FDA, стверджувала, що розслідування було розпочато в результаті отримання 6 скарг від споживачів протягом двох місяців. Більшість тих, хто скаржився, були проігноровані брендом або просто заблоковані в соціальних мережах. Lime Crime не надіслала споживачам листи стосовно загрози, а вирішувала проблему через окремі коментарі в Instagram.  У листопаді 2015 року Lime Crime опублікувала на своєму вебсайті лист про закриття справи FDA, яке підтвердило виправлення неправильного маркування на упаковці продукту. 